# Czarnowice
Czarnowice [t͡ʂarnɔˈvit͡sɛ] (deutsch Tzschernowitz, 1937–45 Schernewitz; niedersorbisch Carnojce) ist ein Dorf und ein Schulzenamt (Sołectwo) der Landgemeinde Gubin (Guben) im Powiat Krośnieński (Landkreis Crossen) in der polnischen Woiwodschaft Lebus. Czarnowice war bis Oktober 1954 eine eigenständige Landgemeinde und danach eine Gromada, die am 1. Juli 1968 nach Stargard Gubiński eingemeindet wurde.

## Lage
Czarnowice liegt im polnischen Teil der Niederlausitz, rund fünf Kilometer südsüdöstlich von Gubin und viereinhalb Kilometer östlich der Grenze zu Deutschland. Umliegende Ortschaften sind Pleśno im Norden, Dobrzyń im Nordosten, Chociejów im Südosten, Stargard Gubiński im Süden, Koperno im Südwesten und Sękowice im Westen.
Der Ort liegt an der Droga wojewódzka 286. Die Droga krajowa 32 liegt drei Kilometer nördlich von Czarnowice. Durch den Ort fließt die Lubsza.

## Geschichte

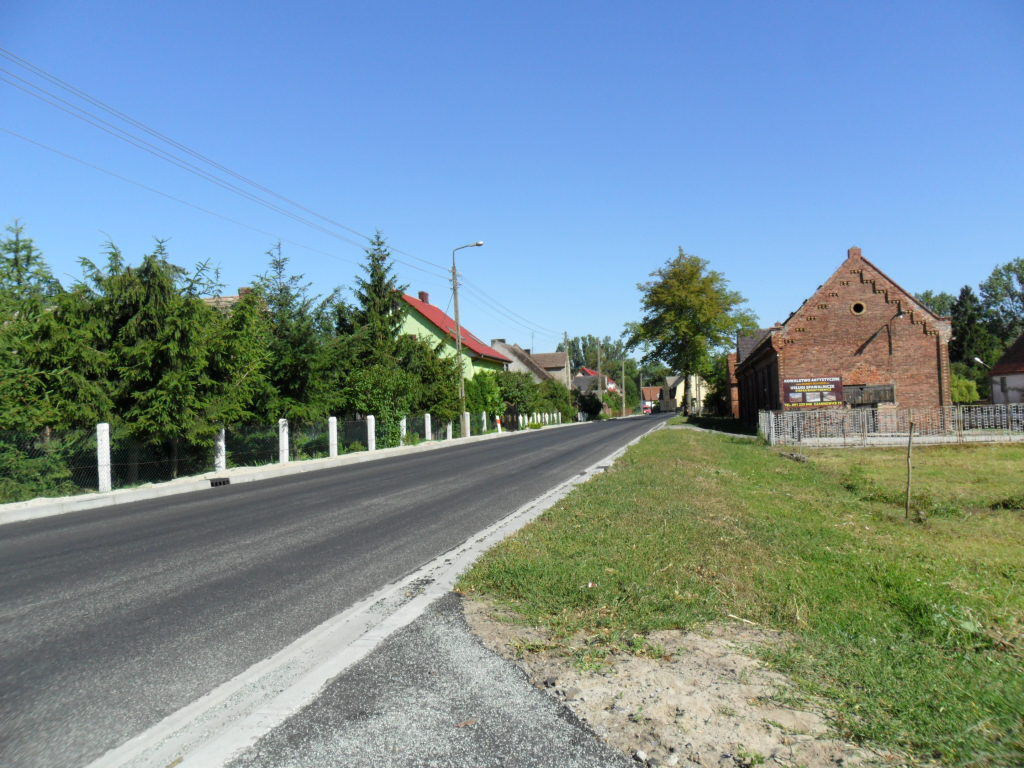
Straße durch das Dorf

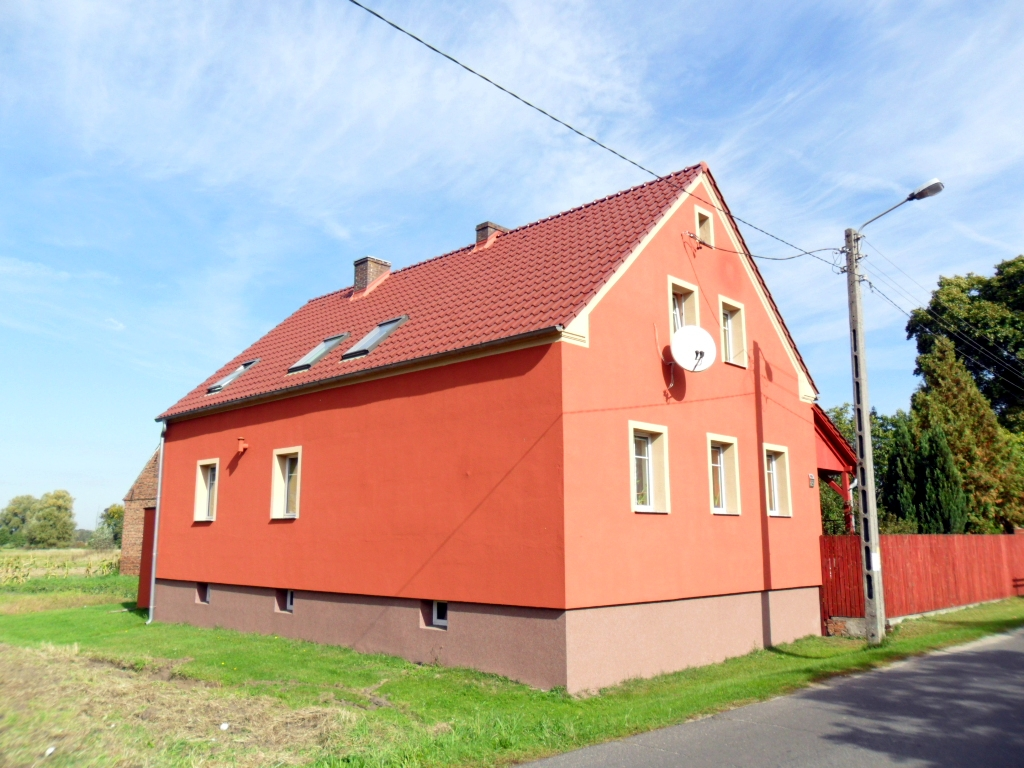
Denkmalgeschütztes Wohnhaus in Czarnowice

Erstmals erwähnt wird das Dorf mit der Bezeichnung Tczernewitz in Dokumenten aus dem Jahr 1436. Der Name des Dorfes leitet sich von dem niedersorbischen Wort carny = „schwarz“ ab. Weitere historische Ortsnamensformen waren Czernewitz im Jahr 1452, Zernowicz im Jahr 1527 und Zernewicz im Jahr 1538. Das Dorf gehörte jahrelang zum Benediktinerinnenkloster Guben und kam 1452 in den Besitz der Adelsfamilie von Sehlstrang, die den Ort 1554 an die Familie von Polenz verkaufte. 1765 wurde die Grundherrschaft von den Herren von Kleist übernommen. Bis 1806 gehörte Tzschernowitz zum Kurfürstentum Sachsen und danach zum Königreich Sachsen. Nach den Befreiungskriegen und den Beschlüssen des danach abgehaltenen Wiener Kongresses musste Sachsen die Niederlausitz im Jahr 1815 an das Königreich Preußen abtreten.
Im folgenden Jahr wurde in Preußen eine umfassende Gebietsreform durchgeführt, seitdem gehörte die Landgemeinde Tzschernowitz zum Kreis Guben in der Provinz Brandenburg. Laut der Topografisch-statistischen Übersicht des Regierungsbezirks Frankfurt a.d.O. aus dem Jahr 1844 hatte die Gemeinde damals zu diesem Zeitpunkt 50 Wohngebäude und 335 Einwohner. Zum Dorf gehörten ein Vorwerk, eine Wassermühle, eine Schäferei, ein Dorfkrug und eine Häuslerwohnung. Kirchlich gehörte Tzschernowitz zu Stargardt. 1867 wurde für die Gemeinde zusätzlich ein Sägewerk aufgelistet. In diesem Jahr hatte die Gemeinde 425 Einwohner in 57 Wohnhäusern. Seit 1874 war Tzschernowitz zudem ein Amtsbezirk, der die Gemeinden Beesgen, Döbern, Groß Bösitz, Plesse und Schöneiche mitverwaltete. Bei der Volkszählung zum 1. Dezember 1910 hatte die Landgemeinde Tzschernowitz 276 und der Gutsbezirk Tzschernowitz 64 Einwohner. 1928 wurden die Gemeinden Beesgen und Plesse innerhalb des Amtsbezirkes Tzschernowitz zu der neuen Landgemeinde Beesgen-Plesse vereinigt. Am 30. September 1928 wurden alle Gutsbezirke in Preußen und somit auch der Gutsbezirk Tzschernowitz aufgelöst und mit den entsprechenden Landgemeinden vereinigt.
1933 hatte Tzschernowitz 430, 1939 425 Einwohner. 1937 wurde die Schreibweise des Ortsnamens von den Nationalsozialisten in Schernewitz geändert. Nach dem Ende des Zweiten Weltkrieges und der Festlegung der Oder-Neiße-Grenze am 2. August 1945 kam der Ort zu Polen, und der Amtsbezirk wurde aufgelöst. Der Name des Ortes wurde in Czarnowice geändert, die deutschen Einwohner vertrieben und der Ort von polnischen Neusiedlern bezogen. In Polen gehörte die Landgemeinde Czarnowice zunächst zur Woiwodschaft Posen. Am 28. Juni 1946 wurden die Gemeinden Chociejów, Dobrzyń, Gębice, Gubinek, Koperno, Kozów, Pleśno, Sękowice, Stargard Gubiński, Starosiedle, Witaszkowo und Żenichów nach Czarnowice eingemeindet. 1950 kam die Gemeinde zur Woiwodschaft Zielona Góra. 1952 hatte der Ort 277 Einwohner. Im Oktober 1954 kam es in Polen zu einer Verwaltungsreform, bei der die Landgemeinden abgeschafft und ihre Gebiete auf kleinere Gromadas aufgeteilt wurden. Die Gemeinde Czarnowice wurde in die Gromadas Czarnowice und Stargard Gubiński aufgeteilt, zu Czarnowice gehörten fortan die Orte Dobrzyń, Gubinek, Koperno, Pleśno, Sękowice und Żenichów.
Am 1. Juli 1968 wurde Czarnowice nach Stargard Gubiński eingemeindet. Am 1. Januar 1973 kam es zu einer weiteren Gebietsreform, bei der die Gromadas wieder abgeschafft und Stargard Gubiński in eine Landgemeinde (Gmina wiejska) umgewandelt wurde. Am 15. Januar 1976 fusionierte die Landgemeinde Stargard Gubiński mit Grabice und Wałowice zu der neuen Landgemeinde Gubin. Seit 1999 gehört Czarnowice zur Woiwodschaft Lebus.

## Persönlichkeiten
- Conrad von Kleist (1839–1900), deutscher Politiker und Rittergutbesitzer